# Tårarnas väg

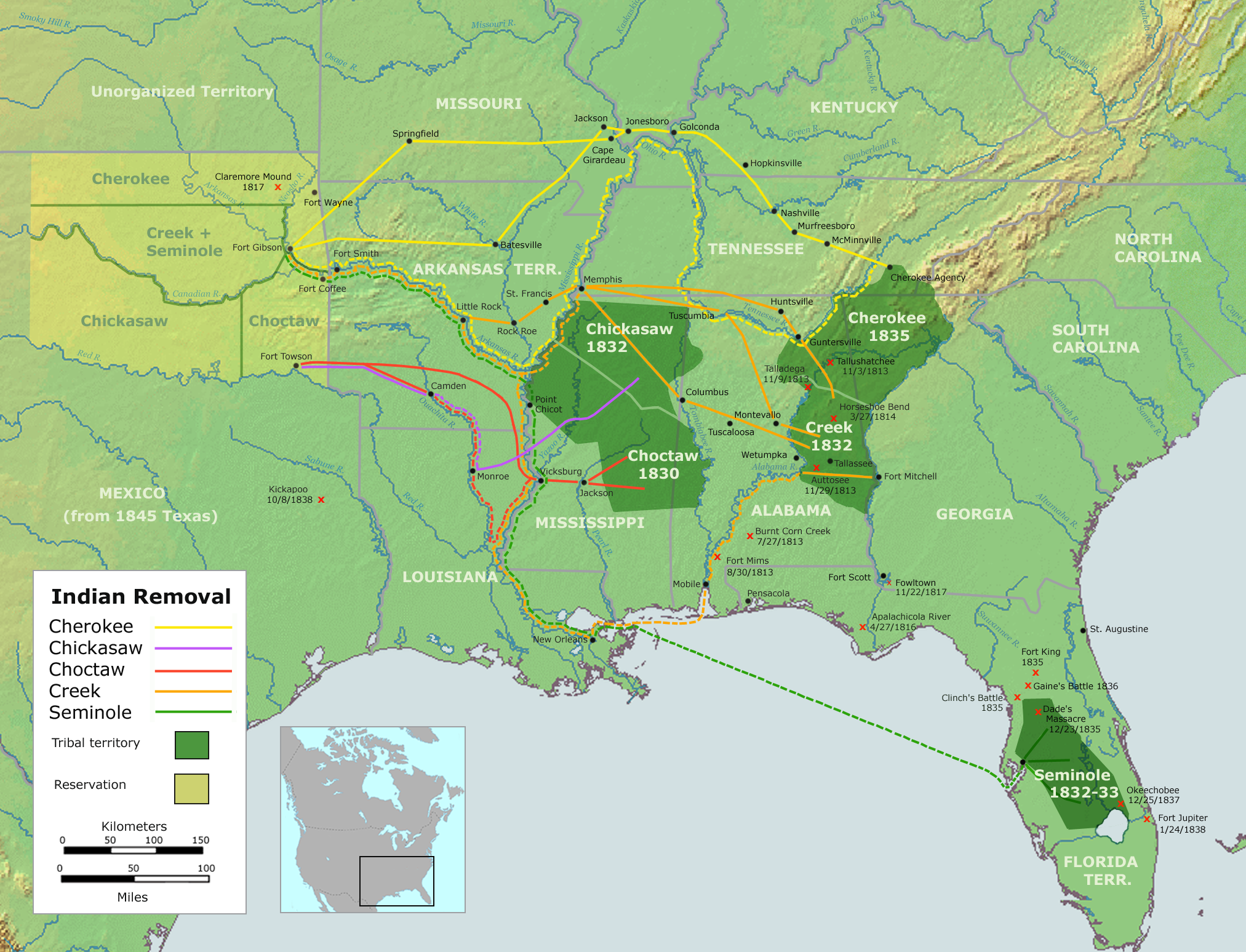
Tårarnas väg.

Tårarnas väg (engelska: Trail of Tears) kallas den vandring de tvångsförflyttade nordamerikanska indianstammarna gjorde från sin mark öster om Mississippifloden till indianterritoriet, det område som senare blev Oklahoma, under Andrew Jacksons presidentskap på 1830-talet. 

## Uttrycket
Uttrycket "Tårarnas väg" kommer egentligen från en text som beskriver förflyttningen av Cherokeser, Creeker, Seminole, Chickasaw, och Choctaw-nationen. Flera tusen indianer dog under förflyttningen på grund av svält och sjukdomar, men även på grund av de slag som inträffade. Alla gav sig inte utan att göra motstånd och de som gjorde motstånd sattes i fångläger och förflyttades från sina hem.

## Konsekvenser
Sammanlagt förflyttades ungefär 20 000 av ursprungsbefolkningen. Tvångsförflyttningen pågick från 1832 till 1838 och kulminerade 1837. Cirka 4000 av de 15 000 tvångsförflyttade dog .Vissa flydde från fånglägren och levde i Everglades med andra som aldrig hade varit med i folkförflyttningen.  Stammen fick anslutning av svarta slavar som hade rymt från plantager, och också några efterlysta vita, skapade de där en ny stam som idag kallas seminoler. Seminolerna var bosatta på området vi idag kallar Miami i Florida.

## Vägsträckning
Tårarnas väg går igenom de nuvarande staterna Alabama, Arkansas, Georgia, Illinois, Kentucky, Missouri, North Carolina, Oklahoma och Tennessee. Motorvägar som går nära de ursprungliga vägarna har blivit utmärkta med skyltar med en Trail of tears national historical-logo.